# Kiranpal Pannu
Kiranpal Pannu (* 7. Januar 1997 in Wellington) ist ein neuseeländischer Tennisspieler.

## Karriere
Pannu spielte bis 2015 auf der ITF Junior Tour. In der Jugend-Rangliste erreichte er mit Rang 215 seine höchste Notierung.
Von 2015 bis 2019 absolvierte Pannu ein Studium an der Columbus State University. Während des Studiums spielte er auch College Tennis. Sein erstes Profiturnier spielte Pannu 2018. 2019 platzierte er sich jeweils in der Tennisweltrangliste. 2021 konnte er auf der drittklassigen ITF Future Tour im Doppel das erste Mal ein Halbfinale erreichen. 2022 gewann Pannu im Einzel den ersten Titel, drei weitere Halbfinals erreichte er zudem, wodurch er im Einzel bis auf Platz 574 stieg. Im Doppel reichte es mit einer Finalteilnahme noch nicht für die Top 1000. Ebenfalls 2022 gab er sein Debüt für die neuseeländische Davis-Cup-Mannschaft in der Begegnung gegen Finnland. Er verlor seine Einzelmatches jeweils glatt in zwei Sätzen.
Für das ATP-Tour-Event in Auckland bekam Pannu eine Wildcard fürs Einzel. Dort unterlag er dem späteren Turniersieger Richard Gasquet in zwei Sätzen.